# Belvedere Ostrense
Belvedere Ostrense – miejscowość i gmina we Włoszech, w regionie Marche, w prowincji Ankona.
Według danych na styczeń 2010 gminę zamieszkiwało 2312 osób przy gęstości zaludnienia 80 os./1 km².